# Масса-Мариттима
Ма́сса-Мари́ттима (итал. Massa Marittima) — коммуна в Италии, располагается в области Тоскана, в провинции Гроссето.
Население составляет 8805 человек (2008 г.), плотность населения составляет 31 чел./км². Занимает площадь 284 км². Почтовый индекс — 58024. Телефонный код — 0566.
Покровителем коммуны почитается святой Цербоний, празднование 10 октября.

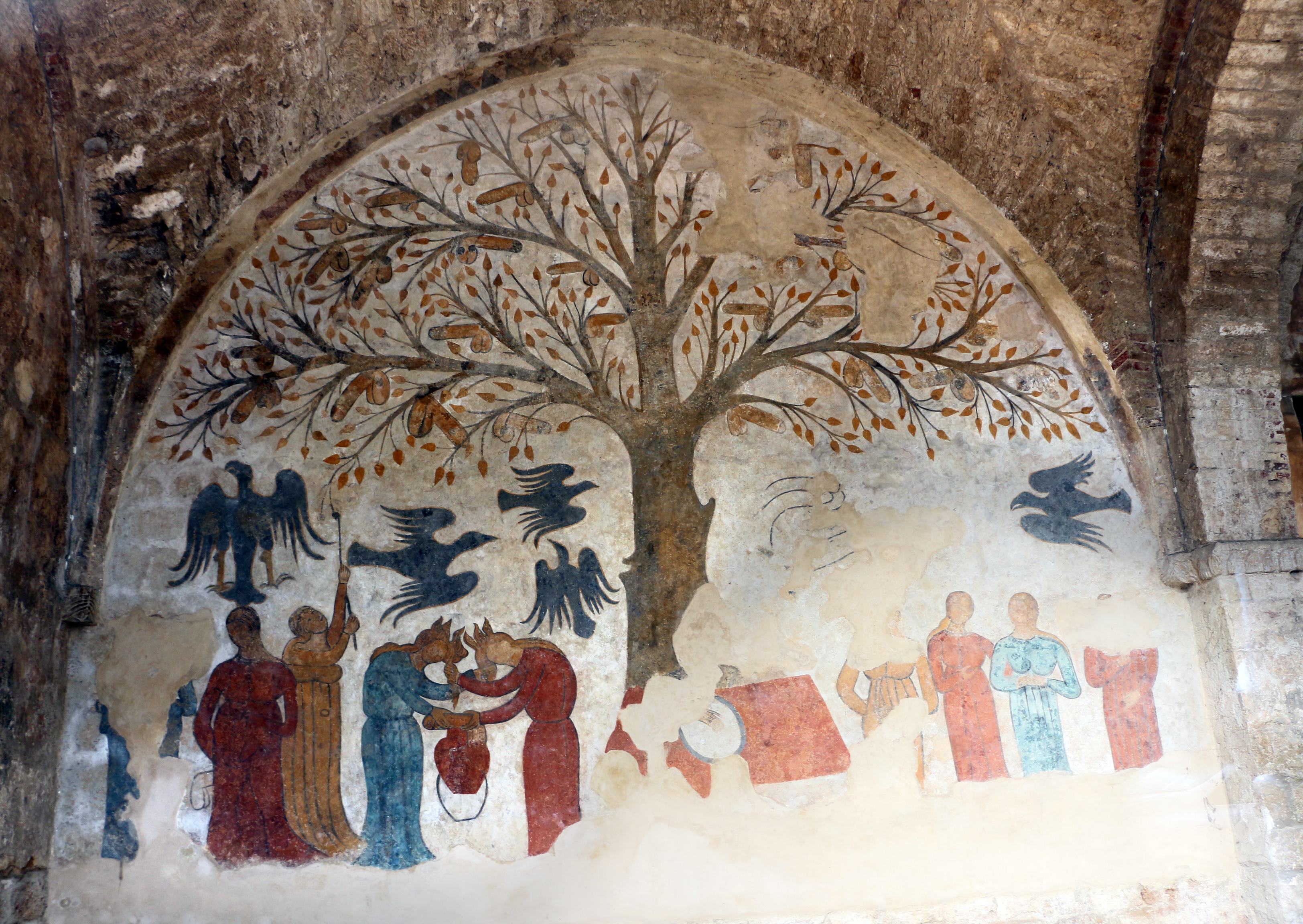
Фаллическое дерево на Фреске Плодородия в Масса-Мариттима, около 1265

## Демография
Динамика населения:

## Администрация коммуны
- Официальный сайт: http://www.comune.massamarittima.gr.it